# Cleveland Gladiators
Cleveland Gladiators (Gladiadores de Cleveland) fue un equipo de fútbol americano de la Arena Football League, en la división Oeste. Se fundó en 2008 y juega en el Rocket Mortgage FieldHouse de Cleveland, Ohio. Terminó en 2019 cuando la liga declaró bancarrota.

## New Jersey Red Dogs (1997-2000)
El equipo jugó su primera temporada como los Red Dogs de Nueva Jersey en 1997 junto con los Nashville Kats y los New York Cityhawks. A pesar de tener en 1997 y 1998 temporadas de marca ganadora el equipo nunca fue a los playoffs. Sus partidos los jugó en el Continental Arlines Arena.

## New Jersey Gladiators (2001-2002)
El equipo fue vendido. A pesar de mantenerse en Nueva Jersey el equipo cambia de nombre a Gladiators.

## Entrenadores
- 2003-2004: Frank Haege: 16-16.
- 2005-2006: Ron James: 13-19.
- 2007 Danton Barto: 2-13.
- 2008-actualmente: Mike Wilpolt: 0-0-0

## Temporada por temporada
| Temporada | Partidos Ganados | Partidos Perdidos | Partidos Empatados | Liga                  | Play-Off                   |
| --------- | ---------------- | ----------------- | ------------------ | --------------------- | -------------------------- |
| 2003      | 8                | 8                 | 0                  | 3.º Este              | Derrota Semana 1 (Arizona) |
| 2004      | 8                | 8                 | 0                  | 4.º Oeste             | --                         |
| 2005      | 8                | 8                 | 0                  | 3.º Oeste             | --                         |
| 2006      | 5                | 11                | 0                  | 4.º Oeste             | --                         |
| 2007      | 2                | 13                | 0                  | 5.º Oeste             | --                         |
| Total     | 31               | 53                | 0                  | (incluyendo playoffs) |                            |

## Palmarés
- Títulos Wild Card (1): 2003.
- Títulos de la División (0)
- Títulos de la Conferencia (0)
- Ganador del Arena Bowl (0)